# 板倉氏
板倉氏（いたくらし）は、武家・華族だった日本の氏族の一つ。通し字は「勝」・「重」。戦国時代に松平氏に仕え、江戸時代には4家が譜代大名として続いた（備中松山（高梁）藩主・上野安中藩主・陸奥福島藩主・備中庭瀬藩主）。維新後には4家とも華族の子爵家に列する。

## 概要
足利泰氏の次男足利義顕を祖とする渋川氏の末裔であると自称しているが、事実関係は疑わしい。下野国足利郡板倉に住したので板倉氏を称するようになったと言う。
また、相模国を発祥とする説もあり、鎌倉時代から南北朝時代にかけて、板倉 美濃守と板倉 式部の名が記されているが、上記の足利氏流渋川氏支族と称した事項と関連があるかは不明である。
三河の板倉氏は板倉頼重を祖としており、頼重・好重父子は深溝松平氏に仕える。好重の子板倉勝重は徳川家康に召し出されて重用され、駿府町奉行・江戸町奉行・京都所司代などを歴任（勝重は「大岡越前」のモデルとなった人物といわれる）。加増されて慶長14年 (1609年)に所領1万石以上になり譜代大名となった。その後所領は何度か転封されたが、1744年（延享元年）以降は備中松山藩5万石の藩主家として続いた。これ以外にも分流として上野安中藩主板倉家・陸奥福島藩主板倉家・備中庭瀬藩主板倉家の3家があった。
幕末の備中松山藩主板倉勝静は幕府老中となったが、戊辰戦争で政府に反逆したため、官位褫奪のうえ、藩領は官軍の備前藩軍により占領された。蟄居を命じられた勝静の代わりに家督を継いだ勝弼には3万石を減封した2万石の相続が許され、高梁藩と改称した。明治2年（1869年）6月の版籍奉還で高梁藩知事に転じたのを経て、明治4年（1871年）の廃藩置県まで務めた。福島藩主板倉勝達も戊辰戦争で政府に反逆した廉で領地を収公されたが、三河国重原に2000石減封の2万8000石を与えられて家名存続が許され、重原藩知事を経て廃藩置県まで務めた。安中藩板倉家や庭瀬藩板倉家は官軍に属したので、特に何の問題もなく知藩事を経て廃藩置県まで務めた。
版籍奉還の際に定められた高梁板倉家の家禄は857石、安中板倉家の家禄は768石、重原板倉家の家禄は888石、庭瀬板倉家の家禄は1047石。1876年（明治9年）の金禄公債証書発行条例に基づき家禄の代わりに支給された金禄公債の額は、高梁板倉家が2万9411円35銭1厘（華族受給者中173位）、安中板倉家が3万4712円36銭2厘（華族受給者中158位）、重原岩倉家が3万3502円51銭8厘（華族受給者中161位）、庭瀬板倉家が3万5000円（華族受給者中154位）。
1884年（明治17年）の華族令の施行に伴い、大名だった4家の板倉家はいずれも旧・小藩知事として子爵家に列した。
重原板倉家の当主板倉勝達子爵は、貴族院議員を務めた。その長男板倉勝憲子爵も朝鮮総督府嘱託証券交換所取締役を務めたのを経て貴族院議員を務めている。
2021年（令和3年）5月19日には高梁板倉家19代当主板倉重徳が東京五輪の聖火リレーのランナーとして、かつての旧領・岡山県を走行している。

## 主な一族

板倉家 定紋『九曜巴』(くよう)
板倉家 定紋『板倉巴』（いたくらどもえ） ※ 江戸時代後期から。
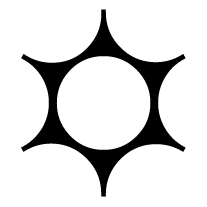
板倉家 替紋『鞠挟』(まりばさみ)
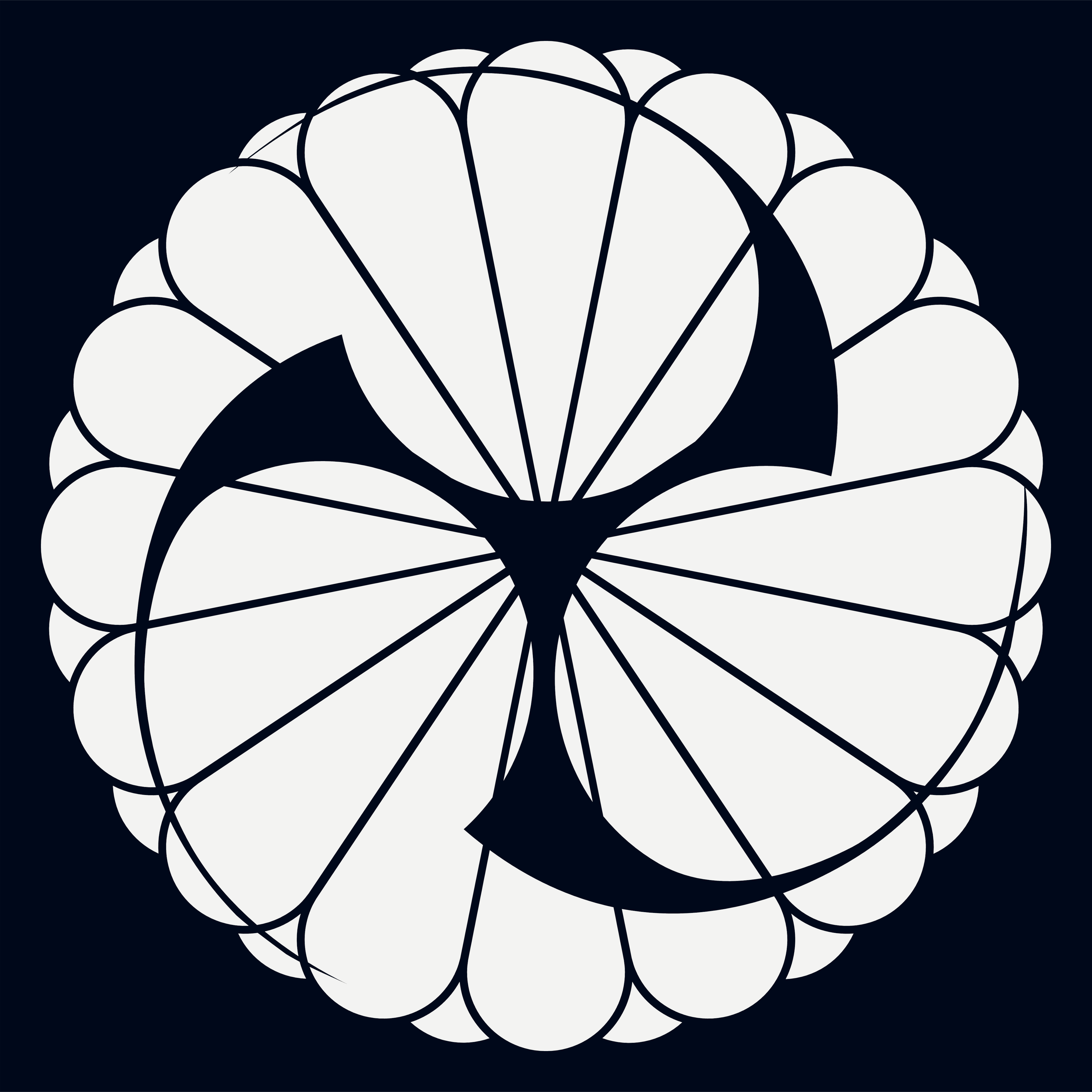
板倉家（備中松山藩）替紋。 『板倉巴』（いたくらぎく）
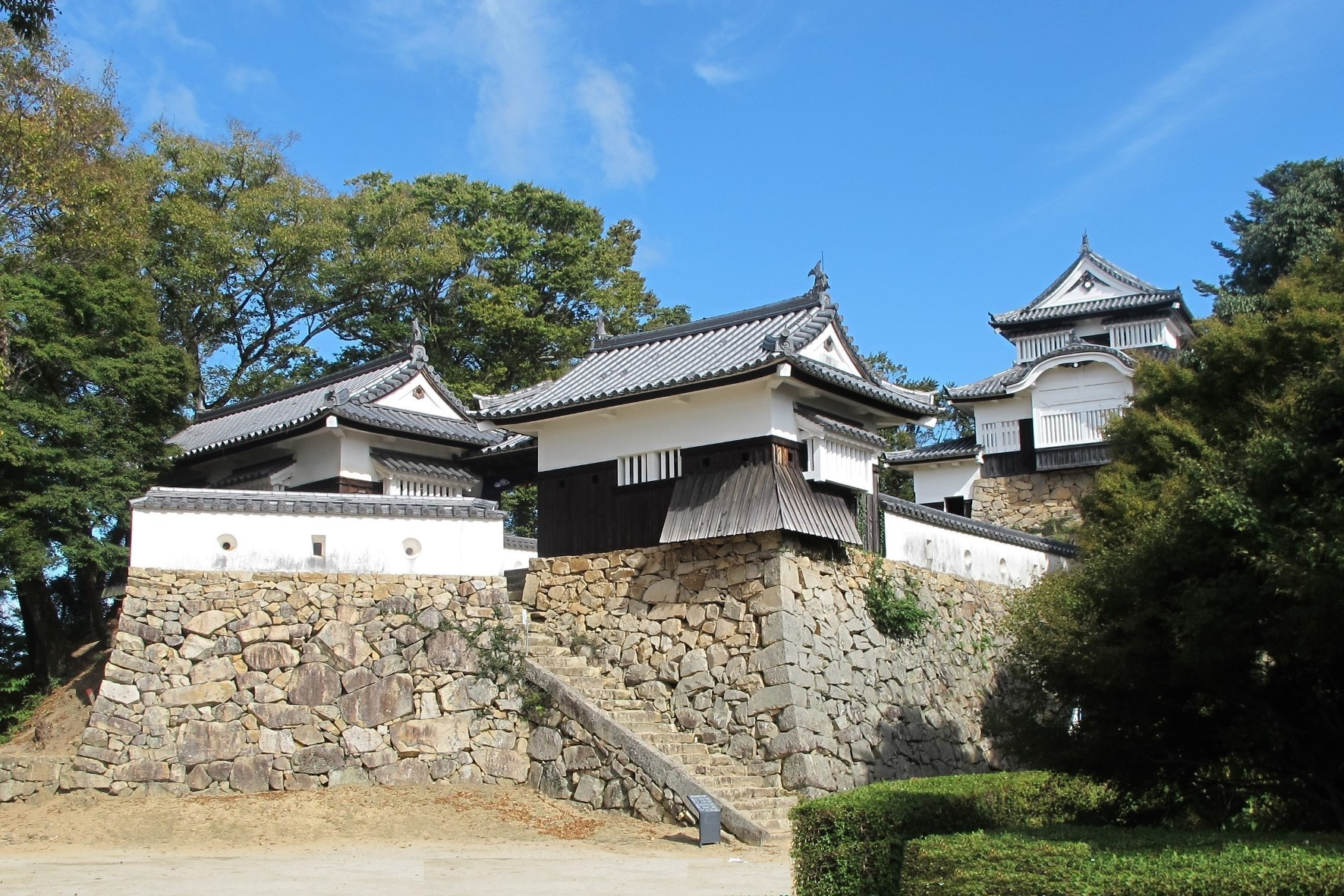
高梁市の備中松山城
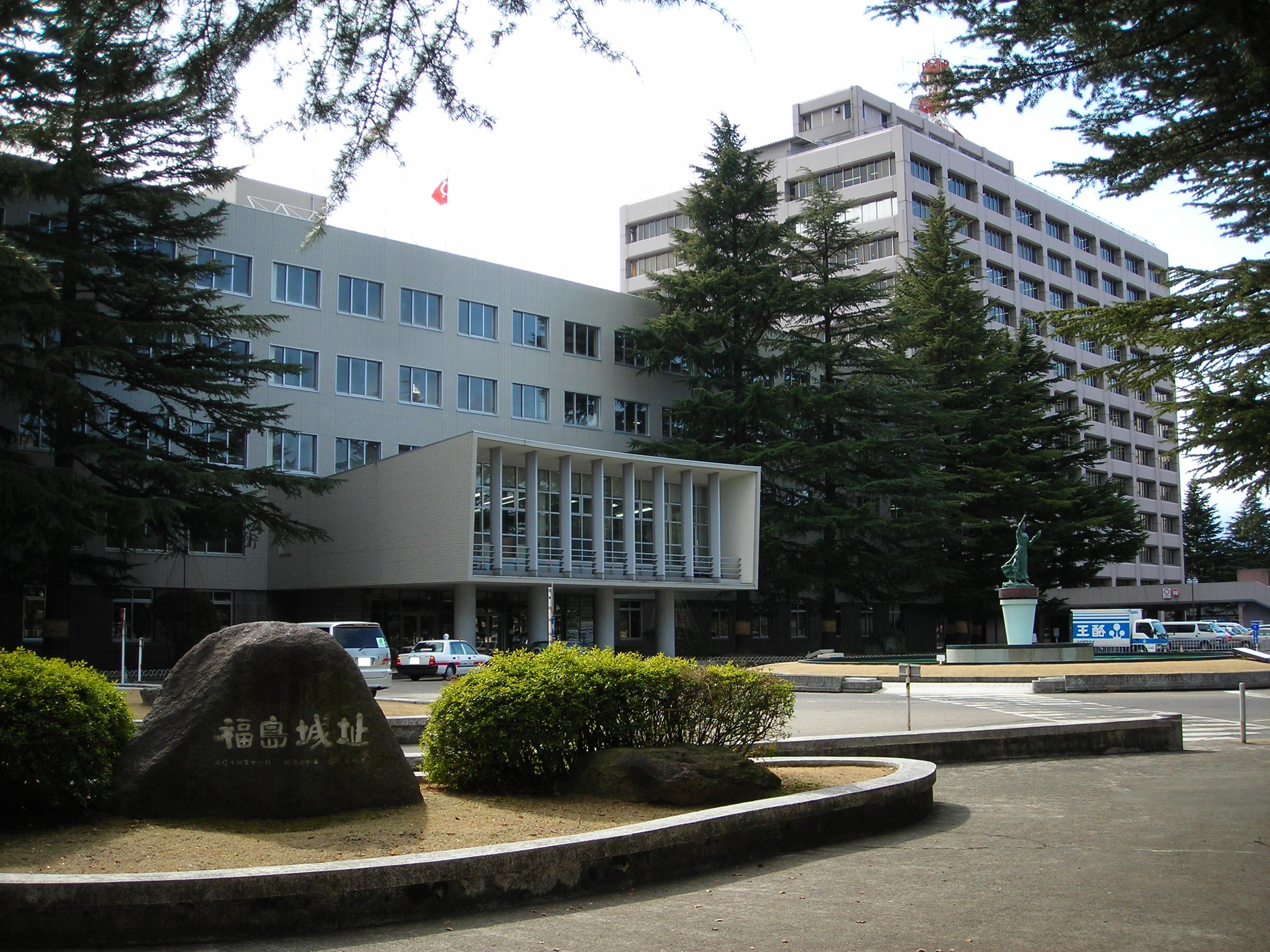
福島市の福島城跡（福島県庁）

## 系譜
```
凡例
　太線は実子、細線は養子、数字は何代目かを指す。 ＊は 同一人物
 1 = 宗家（
関宿藩
 → 
伊勢亀山藩
 → 
鳥羽藩
 → 伊勢亀山藩 → 
備中松山藩
）
 ① = 安中家（
安中藩
 → 
泉藩
 → 
相良藩
 → 安中藩）
[1] = 福島家（
深溝藩
 → 
三河中島藩
 → 
烏山藩
 → 
岩槻藩
 → 
坂木藩
 → 
福島藩
）
(1) = 庭瀬家（
高滝藩
 → 
庭瀬藩
）

　　　　　　　　　　　　　　　　　　　　　　　　　
板倉頼重

　　　　　　　　　　　　　　　　　　　　　　　　　　 ┃
　　　　　　　　　　　　　　　　　　　　　　　　　　
好重

　　　　　　　　　　　　　　　　　　　　　 ┏━━━━╋━━━━━━━━━━━┓
　　　　　　　　　　　　　　　　　　　　　忠重　　　
勝重
1
（宗家）　　　　　 
定重

　　　　 ┏━━━━━━━━━━━━━━━━━━━━━┻━━━━━━┳━━━━━━━━┓
　　　　
重昌
[1]
（重昌系板倉家）　　　　　　　　　　　　　　　　　 
重宗
2
　　　　　　  
重大

　　　　 ┣━━━━┓　　　　　　　　　　　　　　　　　　　┏━━━┻━━━━┓　　　┠──┐
　　　　
重矩
[2]
　　
重直
　　　　　　　　　　　　　　　　　 
重形
①
　　　　　　
重郷
3
   ＊重冬 
重浮

　　 ┏━┻━━━━━━━━━┳━━━━┓　　　　　 （重形系板倉家）　　 　　┃　　　　　　┣━━┓
　　 ┃　　　　　　　　　　　┃　　　　┃　　　　　　　　　┃　　　　　　　　┃　　　　　　┃　　┃
　　
重良
　　　　　　　　　　
重種
[3]
　重矩娘　　　　　     重形娘　　　 　　 
重常
4
　 　　　
勝丘
　＊勝該
　　 ┃　　　　　　　　　　　┃　　  　┃　　　　　　　　　┃　　　　　　    ｜     　　   ｜
　　
重宣
(1)
　　　　　　　　 
重寛
[4]
  
高木正陳
　　　　　　　
重同
②
　　　　　＊
重冬
5
　     ＊
勝該

（重宣系板倉家）　　　　　　 ┃　　　　┃　　　　　　　　　┃　　　　　　　　┃
　　 ┃　　　　　　　　　　　┃　　　　┃　　　　　　　　　┃　　　　　　　　┃
　　
重高
(2)
　　　　　　　　 
重泰
[5]
  ＊勝里　　　　　　　　
勝清
③
　　　　　　
重治
6

　　 ┃　　　　　　　　　　　｜　　　　　　　　　　　┏━━╋━━━┓　　　　┃
　　
昌信
(3)
　　　　　　　 ＊
勝里
[6]
　　　　　　　 ＊勝矩　
勝意
⑤
　
勝暁
④
 　　
勝澄
7

　　 ┃　　　　　　　　　　　┣━━━━┓　　　　　　　　　｜　　　　　　　　┣━━━━┳━━━┳━━━┓
　　
勝興
(4)
　　　　　　　　 
勝任
[8]
 　 
勝承
[7]
 　　　　 　＊
勝尚
⑥
　　　　　＊勝行　 　
勝政
10
 　
勝従
9
 　
勝武
8

　　 ┣━━━━┓　　　　　　　　　　　｜　　　　　　　┏━┻━┓　　　　　　　　　　　┣━━━┳━━━┓
　　
勝志
(5)
 　
勝喜
(6)
　　　　 　　　 ＊
勝行
[9]
 　　　　
勝殷
⑧⑩
  
勝明
⑦
　　　　　　　　　
勝喬
　＊勝尚　　
勝晙
11

 　　┏━━━━╋━━━━┓　　　　　　｜　　　　　　　┣━━━━━━━┓　　　　　　  ┃　　　　　　　┃
　　
勝氐
(7)
 　
勝資
(8)
　　
勝貞
(9)
  　　＊
勝矩
[10]
 
久知
⑫
─種子
⑪⑬
 
勝観
⑮
┰花子
⑭
─勝任
⑨
 ＊勝弼　　　　　　
勝職
12

　　　　　　　　　　　　 ｜　　　　　　┃　　　　　　　　　 　　　 ┃ 　　　　　 　　　　　　　　　　　｜
　　　　　　　　　　　　
勝成
(10)
　　 　
勝長
[11]
　　　　　　　　　　
勝央
⑯
　　　　　　　　　　　　　　　 
勝静
13

　　　　　　　　　　　　 ｜　　　　　　┃　　　　　　　　　 　　　 ┃ 　　　　　　　　 　　　　　　　　｜
　　　　　　　　　　　　
勝全
(11)
　　　 
勝俊
[12]
　　　　　　　　　　 
弘
⑰
 　　　　　　　　　　　　　　 ＊
勝弼
14

　　　　　　　　　　　　 ｜　　　　　　┣━━┓　　　　　　　　　　┃　　　　　　　　　　　　　　　　　┃
　　　　　　　　　　　　
勝弘
(12)
　　　 勝弘　
勝顕
[13]
　　　　　　　
勝章
⑱
 　　　　　　　　　　　　　　　
勝貞
15

　　　　　　　　　　　　 ┃　　　　　　　　  ┃　　　　　　　　　　　　　　　　　　　　　　　　┌───┨
　　　　　　　　　　　　
勝鏤
(13)
　　　　　　 
勝己
[14]
　　　　　　　　　　　　　　　　　　　　＊
勝豪
16
 　錦子
　　　　　 　┏━━━━━┫　　　　　　　　　┃　　　　　　　　　　　　　　　　　　　　　　　　┃　　　┃
　　　　　　
勝彦
(14)
 　＊勝豪　　　　　　　　
勝達
[15]
　　　　　　　　　　　　　　　　　　　　　
勝昭
17
 　
重俊
18

　　　　　　　　　　　　　　　　　　　　　　 ┃ 　　　　　　　　　　　　　　　　　　　　　　　　　　　 ┃
　　　　　　　　　　　　　　　　　　　　　　
勝憲
[16]
　　　　　　　　　　　　　　　　　　　　　　　　　 
重徳
19

　　　　　　　　　　　　　　　　　　　　　　 ┃ 　　　　　　　　　　　　　　　　　　　　　　　　　　　 ┃
　　　　　　　　　　　　　　　　　　　　　　
勝朝
[17]
　　　　　　　　　　　　　　　　　　　　　　　　　 
勝慶
20
```